# Ружно паче (бајка)
Ружно паче (дан.Den grimme ælling) је бајка данског писца Ханса Кристијана Андерсена. Први пут је објављена 11. новембра 1843. у Новим бајкама, први том. Први том су поред Ружног пачете чиниле још три Андерсенове бајке, објављен је у Копенхагену у Данској, уз велико признање критике. Прича је обрађена у различитим медијима, као опера, мјузикл и анимирани филм. Прича је оригинална Андерсенова прича. 

## Радња
Када прича започне у тренутку када се излегло из јаја неколико лепих жутих пачића. Из последњег јаја излегло се велико, незграпно паче, потпуно другачије од осталих. Остале птице и животиње на фарми су вређале једно мало ружно  створење и физички га злостављале и отерале са фарме. Паче је тужно лутало и живело са дивљим паткама и гускама док нису дошли ловци. Онда проналази дом код једне старице, али њен мачак и кокошка су га немилосрдно задиркивали и паче поново остаје само.
Ружно паче је видело јато дивљих лабудова у сеоби. Одушевљено и узбуђено, није могло да им се придружи, јер је још увек младо и не може да лети. Стиже зима. Смрзнуто мало паче проналази фармер и носи га кући. Бучна фармерова деца га уплаше па бежи из куће. Зиму проводи сам на отвореном, углавном се скривајући у пећини на језеру која се делимично залеђује. Кад стигне пролеће, јато лабудова спушта се на језеро.
Ружно паче, које је сада потпуно одрасло и сазрело, више није у стању да живи у самоћи и тешкоћама и одлучује да се оде до јата лабудова, одлучујући да је боље да га убију тако лепе птице него да живи живот пун ружноће и беде. Шокиран је кад га лабудови дочекају и прихвате, да би схватио гледајући свој одраз у води, да је све време био не паче, већ лабуд. Јато се подиже у ваздух, а сада прелепи лабуд шири своја прелепа велика крила и лети са остатком своје нове породице.

## Композиција и историја објављивања
Андерсен је идеју за причу добио 1842. године, док је уживао у лепоти природе током боравка на сеоском имању Брегентвед, и на њој вредно радио годину дана. У почетку је бајку насловио „Млади лабудови“, али не желећи да поквари елемент изненађења у трансформацији главног јунака, променио је наслов на „Ружно паче“. Касније је признао да је прича „одраз мог сопственог живота“, и када је критичар Георг Брандес питао да ли ће написати своју аутобиографију, писац је оговорио да је она већ написана - „Ружно паче“.
Бајка „Ружно паче“ је први пут објављена у Копенхагену у Данској 11. новембра 1843. у књизи Нове бајке. Први том. Прва колекција (Nye Eventyr. Første Bind. Første Samling). Фраза „испричано за децу“ први пут није била део наслова - пропуст, за који критичар Џеки Вулшлагер верује да је Андерсену дао ново самопоуздање. „Ово су биле најзрелије и најсавршеније приче које је он написао, иако су неке од њих постале и остале омиљене деци, Андерсен је у њима, са изузетном вештино, спајио детињасто са мудрим." Прво издање од 850 примерака је распродато до 18. децембра, а издавач Реитзел је планирао још 850. 
Прича је била четврта и последња у свесци која је обухватала (према редоследу из садржаја), бајке "Анђео" (Englen), "Славуј" (Nattergalen) и "Верници (Зврк и лопта)" (Kjærestefolkene [Toppen og bolden]). Књига је распродата готово одмах и Андерсен је 18. децембра 1843. написао: „Књига се продаје као вруће погаче. Сви листови је хвале, сви је читају! Ниједна моја књига није цењена на начин на који су ове бајке!”
Андерсен је промовисао бајку „Ружно паче” читајући је наглас на друштвеним окупљањима. Бајка је поново објављена 18. децембра 1849. у Бајкама, и поново 15. децембра 1862. у Бајкама и причама. Први том. 
Бајка је од тада преведена на разне језике и објављена широм света и постала је Андерсенова најпознатија бајка. 

## Коментари и критике
У рецензији Ханс Кристијан Андерсен: Нови живот, биографа Јенса Андерсена, британска новинарка Ен Чисхолм пише „И сам Андерсен био је висок, ружан дечак са великим носом и великим стопалима и када је одрастао са лепим певачким гласом и страшћу за позориштем, друга деца су га сурово задиркивала и подругивала се“. Ружно паче је дете лабуда чије се јаје случајно докотрљало у паткино гнездо. 
Спекулише се да је Андерсен био ванбрачни син принца Кристијана Фредерика (касније данског краља Кристијана VIII ), и да је то сазнао кратко време пре него што је написао бајку, тако да је бити лабуд у причи метафора, не само за унутрашњу лепоту и таленат, већ и за тајну краљевску лозу. 
Бруно Бетелхајм у Значењу бајки примећује да се Ружно паче не суочава са задацима, тестовима или искушењима типичног јунака из бајке. „У „Ружном пачету” није изражена потреба да се било шта постигне. Ствари се једноставно догађају и одвијају у складу с тим, без обзира да ли јунак предузме неку акцију.“ У вези са Бетелхајмовом проценом, Марија Татар у Белешке о Хансу Кристијану Андерсену примећује да Андерсен сугерише да супериорност Ружног пачета лежи у чињеници да је врста која се разликује од говеда и да достојанство и вредност, морал и естетска супериорност одређује природа, а не постигнуће.
Према речима Карол Росен, причу је делимично инспирисала Андерсенова пријатељица Јени Линд. 